# Druhá Ženská Liga Amerického Fotbalu 2018
La Druhá Ženská Liga Amerického Fotbalu 2018 è la 2ª edizione del campionato di football americano femminile di secondo livello, organizzato dalla ČAAF.

## Squadre partecipanti
| Club                  | Città          | Stadio | Sponsor ufficiale | Risultato nella stagione 2017 |
| --------------------- | -------------- | ------ | ----------------- | ----------------------------- |
| Ostrava Diamonds      | Ostrava        |        |                   |                               |
| Příbram Bobcats       | Příbram        |        |                   |                               |
| Ústí nad Labem Blades | Ústí nad Labem |        |                   |                               |

## Stagione regolare

### Calendario

#### 1ª giornata
| Ústí nad Labem 15 settembre 2018, ore 15:00 | Ústí nad Labem Blades | 24 – 46 (12-32 12-14) referto | Ostrava Diamonds | Olšinky (120 spett.)\| Arbitro: \| Rybář \| |
| Arbitro:                                    | Rybář                 |                               |                  |                                             |

| Ústí nad Labem 15 settembre 2018, ore 16:15 | Ostrava Diamonds | 0 – 39 (0-26 0-13) referto | Příbram Bobcats | Olšinky (120 spett.)\| Arbitro: \| Rybář \| |
| Arbitro:                                    | Rybář            |                            |                 |                                             |

| Ústí nad Labem 15 settembre 2018, ore 17:30 | Příbram Bobcats | 59 – 8 (40-6 19-2) referto | Ústí nad Labem Blades | Olšinky (120 spett.)\| Arbitro: \| Rybář \| |
| Arbitro:                                    | Rybář           |                            |                       |                                             |

#### 2ª giornata
| Ostrava 30 settembre 2018, ore 13:00 | Ostrava Diamonds | 0 – 18 (0-18 0-0) referto | Příbram Bobcats | Poruba (90 spett.)\| Arbitro: \| Klimeš \| |
| Arbitro:                             | Klimeš           |                           |                 |                                            |

| Ostrava 30 settembre 2018, ore 14:15 | Příbram Bobcats | 25 – 14 (13-14 12-0) referto | Ústí nad Labem Blades | Poruba (90 spett.)\| Arbitro: \| Klimeš \| |
| Arbitro:                             | Klimeš          |                              |                       |                                            |

| Ostrava 30 settembre 2018, ore 15:30 | Ústí nad Labem Blades | 0 – 25 (0-6 0-19) referto | Ostrava Diamonds | Poruba (90 spett.)\| Arbitro: \| Klimeš \| |
| Arbitro:                             | Klimeš                |                           |                  |                                            |

#### 3ª giornata
| Příbram 7 ottobre 2018, ore 13:00 | Příbram Bobcats | 34 – 6 (21-6 13-0) referto | Ostrava Diamonds | Marila (90 spett.)\| Arbitro: \| Rybář \| |
| Arbitro:                          | Rybář           |                            |                  |                                           |

| Příbram 7 ottobre 2018, ore 14:15 | Ostrava Diamonds | 7 – 12 (7-12 0-0) referto | Ústí nad Labem Blades | Marila (90 spett.)\| Arbitro: \| Rybář \| |
| Arbitro:                          | Rybář            |                           |                       |                                           |

| Příbram 7 ottobre 2018, ore 15:30 | Ústí nad Labem Blades | 12 – 39 (12-12 0-27) referto | Příbram Bobcats | Marila (90 spett.)\| Arbitro: \| Rybář \| |
| Arbitro:                          | Rybář                 |                              |                 |                                           |

### Classifica
La classifica della regular season è la seguente:
- PCT = percentuale di vittorie, G = partite giocate, V = partite vinte,  P = partite perse, PF = punti fatti, PS = punti subiti

| Pos. | Squadra               | PCT   | G | V | N | P | PF  | PS  |
| ---- | --------------------- | ----- | - | - | - | - | --- | --- |
| 1    | Příbram Bobcats       | 1.000 | 6 | 6 | 0 | 0 | 194 | 40  |
| 2    | Ostrava Diamonds      | .333  | 6 | 2 | 0 | 4 | 84  | 123 |
| 3    | Ústí nad Labem Blades | .167  | 6 | 1 | 0 | 5 | 70  | 185 |

## Bowl finale
| Příbram 21 ottobre 2018, ore 13:00 | Příbram Bobcats | 45 – 0 (19-0 26-0) referto | Ústí nad Labem Blades | Marila (250 spett.)\| Arbitro: \| Rybář \| |
| Arbitro:                           | Rybář           |                            |                       |                                            |

| Příbram 21 ottobre 2018, ore 14:15 | Ostrava Diamonds | 26 – 12 (20-6 6-6) referto | Ústí nad Labem Blades | Marila (250 spett.)\| Arbitro: \| Rybář \| |
| Arbitro:                           | Rybář            |                            |                       |                                            |

| Příbram 21 ottobre 2018, ore 15:30 | Příbram Bobcats | 46 – 0 (33-0 13-0) referto | Ostrava Diamonds | Marila (250 spett.)\| Arbitro: \| Rybář \| |
| Arbitro:                           | Rybář           |                            |                  |                                            |

## Verdetti
- Příbram Bobcats Vincitrici della Druhá Ženská Liga Amerického Fotbalu 2018